# Casa de Sarmiento
La casa de Sarmiento es un linaje nobiliario de la Corona de Castilla surgido durante la Baja Edad Media.

## Orígenes
Uno de los primeros miembros de este linaje, «considerado como la cabeza visible de la posterior casa de los Sarmiento», fue Pedro Rodríguez Sarmiento, fallecido después de 1247.  Pedro Rodríguez Sarmiento casó dos veces. Su primera esposa fue Teresa, con quien realizó una donación al Hospital de la Herrada en 1228. Después contrajo matrimonio con Elvira Fernández y juntos aparecen en el Abadía de Santa María de Benevívere en 1246 y 1247. La mayor parte de sus propiedades se encontraban en el alfoz de Carrión de los Condes.

## Escudo de armas
El escudo de armas de los Sarmiento consiste en trece roeles de oro sobre un campo de gules.

## Miembros destacados
- Diego Pérez Sarmiento. Fue señor de La Bureba, Villamayor de los Montes, Salvadores, Villalba de Losa, Castrojeriz y Castañeda,[4] y por concesión del rey Pedro I de Castilla también señor de Añastro, Berberana, Berganzo y Villasana.[5] Y además fue adelantado mayor de Castilla[6] y de Galicia,[7] merino mayor de Castilla,[8] canciller mayor de la Orden de la Banda,[9] merino mayor de Galicia[10] y divisero mayor de Castilla.[4]
- Pedro Ruiz Sarmiento (m. 1384). Hijo del anterior y de María de Velasco. Fue señor de Ribadavia, Sobroso, Val de Achas, Petán, Parada y Deva, y poseía los castillos de Xuvencos, Roucos y Penacorneira. Y también fue adelantado mayor de Galicia[9] y mariscal de Castilla.[11]
- Diego Gómez Sarmiento (m. 1385).[12] Era hermano del anterior, y fue mariscal de Castilla,[6][13] justicia mayor de la Casa del rey,[14][15] repostero mayor del rey Juan I de Castilla[6] adelantado mayor de Castilla y de Galicia,[16] portero mayor del rey,[17] y alguacil mayor y mariscal en la casa del infante Enrique de Castilla, que llegaría a reinar como Enrique III.[18] Contrajo matrimonio con Leonor Enríquez de Castilla, que era hija ilegítima de Fadrique Alfonso de Castilla, maestre de la Orden de Santiago, y nieta del rey Alfonso XI de Castilla,[19] y con quien tuvo varios hijos,[20] y murió en la batalla de Aljubarrota, librada en 1385.[21][22]